# Christof Rolker

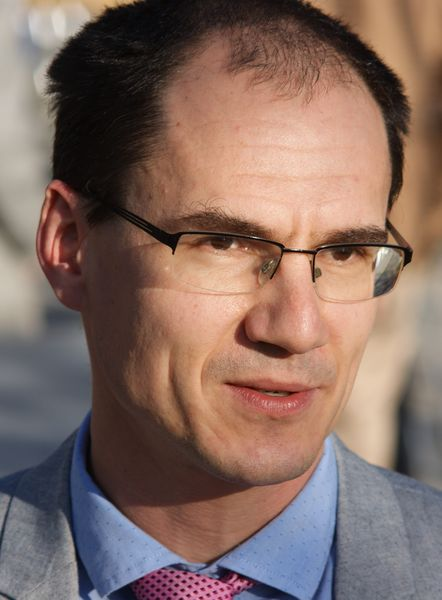
Christof Rolker, aufgenommen von Werner Maleczek im Jahr 2017

Christof Rolker (* 21. Februar 1979 in Freiburg im Breisgau) ist ein deutscher Historiker. Er lehrt seit 2017 als Professor für Historische Grundwissenschaften an der Otto-Friedrich-Universität Bamberg.

## Leben und Wirken
Christof Rolker studierte von 1998 bis 2002 die Fächer Geschichte, Philosophie und Politikwissenschaft an den Universitäten Konstanz und Oxford. Dort erwarb er 2002 den Abschluss „Master of Studies“. Im Jahr 2006 wurde er an der University of Cambridge promoviert. Von Juni 2006 bis Oktober 2014 war er wissenschaftlicher Mitarbeiter am Lehrstuhl für Mittelalterliche Geschichte der Universität Konstanz. 2012 habilitierte er sich dort. Von 2012 bis 2013 übernahm er eine Vertretung des Lehrstuhls für Mittelalterliche Geschichte an der Universität Konstanz. Seine Antrittsvorlesung als Privatdozent in Konstanz hielt er im Juli 2013. Er lehrt seit dem Sommersemester 2017 als Nachfolger von Andrea Stieldorf als W2-Professor für Historische Grundwissenschaften an der Otto-Friedrich-Universität Bamberg. Im Januar 2018 hielt er seine Antrittsvorlesung über Wappenbücher.
Seine Forschungsschwerpunkte sind vor allem mittelalterliches Kirchenrecht, Stadtgeschichte des späten Mittelalters, Sexualität, Ehe und Familie sowie Hilfswissenschaften (vor allem Heraldik und Editionswissenschaften). Seine Dissertation, eine umfassende Studie zu Ivo von Chartres und seinen Beiträgen zum Kirchenrecht, erschien 2010. Nach Rolkers Forschungen ist die Panormia nicht Ivos Werk, sondern wurde diesem erst nach seinem Tod 1115 zugeschrieben. In seiner Habilitationsschrift befasste er sich mit den Namenspraktiken im spätmittelalterlichen Oberdeutschland, insbesondere in der Stadt Konstanz. Er wertete dabei unter anderem Taufbücher, Steuerlisten und 25 familiengeschichtliche Aufzeichnungen aus. Dabei stellte er fest, dass die soziale Praxis der Namensgebung weitgehend auf Nachbenennung nach lebenden Verwandten beruht. Im Schlusskapitel kam er zum Fazit, dass es weder ein europäisches Namenssystem noch feste Regeln der Namensgebung gab, sondern vielfältige Namenspraktiken.
Rolker untersucht mittelalterliche und frühneuzeitliche Wappen. Mehrfach befasste er sich mit der Richental-Chronik als Wappenbuch sowie dem Wappenbuch des Konrad Grünenberg. Seine Forschungen zu den Kanones-Sammlungen des Hochmittelalters publizierte er 2023 im Rahmen des mehrbändigen Handbuchs History of Medieval Canon Law; im gleichen Band publizierte Robert Somerville ein Kapitel über die Konzilien dieser Zeit.

## Schriften (Auswahl)
Monografien
- Canon Law in the Age of Reforms (c. 1000 to c. 1150). (= History of Medieval Canon Law. Bd. 6). The Catholic University of America Press, Washington 2023, ISBN 978-0-81323-757-2, doi:10.1353/book.112417.
- Das Spiel der Namen. Familie, Verwandtschaft und Geschlecht im spätmittelalterlichen Konstanz (= Konstanzer Geschichts- und Rechtsquellen. Bd. 45). Thorbecke, Stuttgart 2014, ISBN 978-3-7995-6845-6, doi:10.1017/CBO9780511674709 (zugleich geringfügig überarbeitete Fassung von: Konstanz, Universität, Habilitationsschrift, 2012).
- Canon law and the letters of Ivo of Chartres (= Cambridge studies in medieval life and thought. Ser. 4, 76). Cambridge University Press, Cambridge 2010, ISBN 978-0-521-76682-1.

Herausgeberschaften
- Kaiser Heinrich II. Herrschaft, Handschriften und Heiligkeit im Mittelalter (= Bamberger interdisziplinäre Mittelalterstudien. Vorträge und Vorlesungen. Bd. 10). University of Bamberg Press, Bamberg 2024, ISBN 978-3-86309-971-8 (online).
- New discourses in medieval canon law research. Challenging the master narrative (= Medieval law and its practice. Bd. 28). Brill, Leiden 2019, ISBN 978-90-04-38993-9, doi:10.1163/9789004394384.
- mit Gabriela Signori: Konkurrierende Zugehörigkeit(en). Praktiken der Namengebung im europäischen Vergleich (= Spätmittelalterstudien. Bd. 2). UVK Verlagsgesellschaft, Konstanz 2011, ISBN 978-3-86764-285-9.